# Ninja Scroll: The Series
Ninja Scroll: The Series är en animeserie från 2003 som är baserad på Yoshiaki Kawajiris Ninja scroll. Serien utspelar sig i det forna (eller medeltida) Japan där tittarna får följa med den skickliga svärdsmästaren Kibagami Jubei.

## Handling
Jubei är en kringströvande samurai som en dag kommer över Drakstenen och i samband med detta får han också till uppgift att skydda Ljusets Prinsessa (Shigure) från de krigiska Hiruko och Kimon klanerna. (Senare får Jubei reda på att Drakstenen är nyckeln till en hemlig och nästan bortglömd skatt).
Shigure bor i en liten avskild by uppe i bergen och har aldrig fått se "världen utanför". En dag attackeras byn av Kimon klanen (som öderlägger hennes by och dödar alla dess invånare). Shigure tar till flykten och blir den enda överlevande, helt ovetandes om att hon blir förföljd. Då hon strövar omkring i skogen träffar hon först på den fräcka tjuven Tsubute och senare också den lilla (men mycket skickliga) munken Dakuan.
I serien får vi följa samuraien Jubei, munken Dakuan, tjuven Tsubute och Shigure på deras färd mot skatten. På vägen stöter dem samman med otaliga monster från både Hiruko och Kimon klanen.

## Karaktärer

### Huvudkaraktärer
Kibagami Jubei - är huvudpersonen i serien. Han slår följa med Dakuan, Tsubute och Shigure för att komma över den uråldriga skatten.
Vapen - Katana
Speciella Egenskaper - Vindstöt (i huvudsak)
Shigure - 
Vapen - Kniv
Speciella Egenskaper - Spela flöjt
Tsubute - slår följe med Dakuan och Shigure, men när han kommer underfund med att Jubei har Drakstenen i sin ägo blir han mer än måttligt ivrig att lägga vantarna på den. Frågan är kan de tre lita på honom?
Vapen - Kniv
Speciella Egenskaper - Skjuta stenar och stjäla
Dakuan - räddar Shigure och Tsubute från ett gäng rövare i skogen och slår sedan följe med de två. Dakuan räddar dem gång på gång och vinner deras förtroende, men hans egentliga mål är att själv lägga beslag på Drakstenen och den hemliga skatten.
Vapen - Käpp
Speciella Egenskaper - Kamouflage, rökbomber

### Hiruko-klanen
Roga - stal Drakstenen och hans enda önskan är att gå över på ljusets sida innan han dör. Han söker reda på Shigure och försöker rädda henne undan Kimon klanen då hennes by attackeras. Han misslyckas med att skydda henne och dör en stund senare. Innan han dör hinner han dock räcka över Drakstenen till Jubei och ber honom att skydda Ljusets Prinsessa i samband med att han överlämnar den grönskimrande stenen till henne.
Mozuku - sätter fart efter Roga (då denne försöker fly) för att skaffa tillbaka Drakstenen. I samband med detta dödas han av Kimon klanen och hans liv slutar ytterst hastigt i serien.

### Kimon-klanen
Anden Yimodor - är Kimon klanens fruktade ledare och han önskar ta befället över Hiruko i samband med att han lägger beslag på Drakstenen.
Jyashi
Rengoku - är en ninja som är förälskad i sin yngre bror Jyashi och när denne dör blir hon helt besatt av att finna och döda Jubei. Hennes egentliga uppdrag är att lägga beslag på drakstenen och överlämna den till Anden Yimodoro, men hennes hämndlystnad tar överhanden.

## Episoder
1. Tragedy in the Hidden Village
Ninjan Roga stjäl Drakstenen från Hiruko klanen och tar till flykten för att finna Ljusets Prästinna och ge den grönskimrande stenen till henne. En avskärmad by uppe i bergen står under anfall av Kimon klanen och deras mål är att tillfångata Shigure. Svärdsmästaren Jubei träffar slutligen Roga och han får då till uppgift att hitta Shigure (Ljusets Prästinna) och överlämna Drakstenen i hennes förvar.
2. Departure
Jubei måste komma på ett sätt att hitta Shigure och överlämna stenen till henne. Men på vägen blir han attackerad, både av Hiruko och Kimon klanen (som också är ute efter stenen och Shigure). Shigure själv vankar hjälplöst omkring i skogen efter att hennes by har blivit totalförstörd av Kimon klanen. En stund senare träffar hon den sluge Tsubute och den skicklige munken Dakuan som båda slår följe med henne.
3. Forbidden Love
Jyashi och Rengoku (båda utsända från Kimon) får till uppgift att finna Jubei och lägga beslag på Drakstenen. Jyashi dödas av Jubei och Rengoku svär att hitta Jubei och förgöra honom. Kommer hon att lyckas?
4. Broken Stone
Jubei attackeras av ett gäng märkliga rötter genom ett bakhåll och i uppståndelsen bryts Drakstenen i två delar. Jubei lyckas behålla den ena halvan medan den andra försvinner ner i jorden tillsammans med rötterna som attackerade honom. Han sticker genast iväg för att återta den andra halvan, men får sedan veta att den redan ligger i tryggt förvar hos Kimon-klanens ledare Anden Yamidoro.
5. Diamond Child
Tsubute, som har lyckats stjäla Shigures halva av Drakstenen, träffar Tatsunosuke (en misslyckad men samtidigt talangfull tjuv). En Kimon ninja har lagt märke till Tatsunosukes färdigheter och försöker få över honom till att bli en Kimon ninja. Tatsunosuke försöker sedan lägga beslag på Tsubutes Drakstenshalva. Kommer han att lyckas?
6. Shelter from the Rain
Regnet faller från himlen och Jubei attackeras av ett monster som förgiftar honom. Jubei lyckas fly och han söker skydd i ett övergivet hus. Där träffar han en pojke och hans mamma (som också tar skydd för regnet) som botar honom från förgiftningen. Men monstret som förgiftade Jubei är inte tillintetgjord och är fortfarande ett hot mot både honom och de andra som söker skydd i huset.
7. Blossom
Rotkvinnan från Hiruko (från episod 4) är tillbaka och lyckas stjäla Jubeis halva av Drakstenen. Hon själv blir sedan attackerad av en Kimon ninja. Jubei tar upp striden med Kimon ninjan och räddar rotkvinnans liv. Som tack lämnar hon tillbaka stenen.
8. The Fate of Rengoku
Rengoku är tillbaka och är fast besluten att döda Jubei och därigenom få revange för sin döda bror Jyashi. Hon tar till alla möjliga medel och skepnader för att släcka Jubeis liv. 
9. A Dragon Within
En man, vid namn Zofu, räddar Shigure undan Yagyu klanen. Han förklarar sedan Hirukos syfte med att ha Drakstenen i sin ägo för henne. Hans högsta önskan är också att bli kvitt en gammal vän som han bär inom sig. Han letar rätt på Jubei och de båda ninjorna utkämpar en kamp på liv och död.
10. The Heart of the Hiruko
11. Yagyu Renya
På något sätt måste Jubei rädda Shigure undan Kimon klanen. Han, Tsubute och Dakuan tar ett skepp för att komma till en annan del av Japan. Ombord finns också Yagyu Renya och hans samurajer (som har samma mål som Jubei). Det som till en början verkar bli en lugn seglats utvecklas sedan till ett riktigt skräcknäste då alltfler ombord blir mystiskt dödade. Det verkar finnas något ombord som vill de mycket illa.
12. Dynasti Restoration
13. Farwell Jubei